# ホスホマンノムターゼ
ホスホマンノムターゼ(Phosphomannomutase、EC 5.4.2.8)は、以下の化学反応を触媒する酵素である。
α-D-マンノース-1-リン酸{\displaystyle \rightleftharpoons }D-マンノース-6-リン酸
従って、この酵素の基質はα-D-マンノース-1-リン酸、生成物はD-マンノース-6-リン酸である。
この酵素は異性化酵素、特に分子内でリン酸基を転移するホスホトランスフェラーゼに分類される。系統名は、α-D-マンノース 1,6-ホスホムターゼ(alpha-D-mannose 1,6-phosphomutase)である。この酵素は、フルクトース及びマンノースの代謝に関与している。D-グルコース-1,6-ビスリン酸とD-マンノース-1,6-ビスリン酸の2つの補因子を必要とする。

## 構造
2007年末現在で、18個の構造が解かれている。蛋白質構造データバンクのコードは、1K2Y、1WQA、2AMY、2F7L、2FKF、2FKM、2FUC、2FUE、2H4L、2H5A、2I54、2I55、2Q4Rである。